# Otto-Wolfskehl-Haus

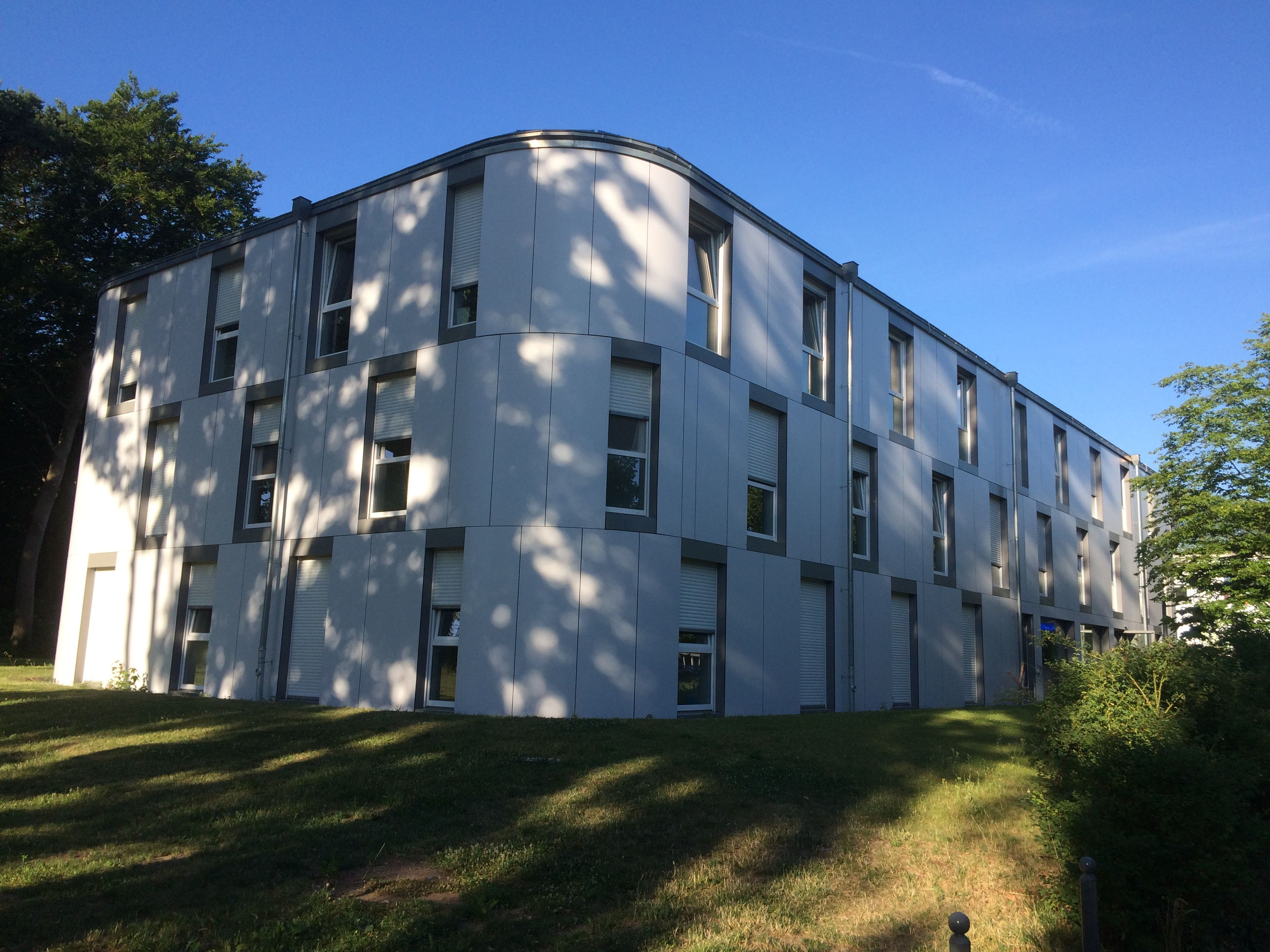
Otto Wolfskehl-Haus

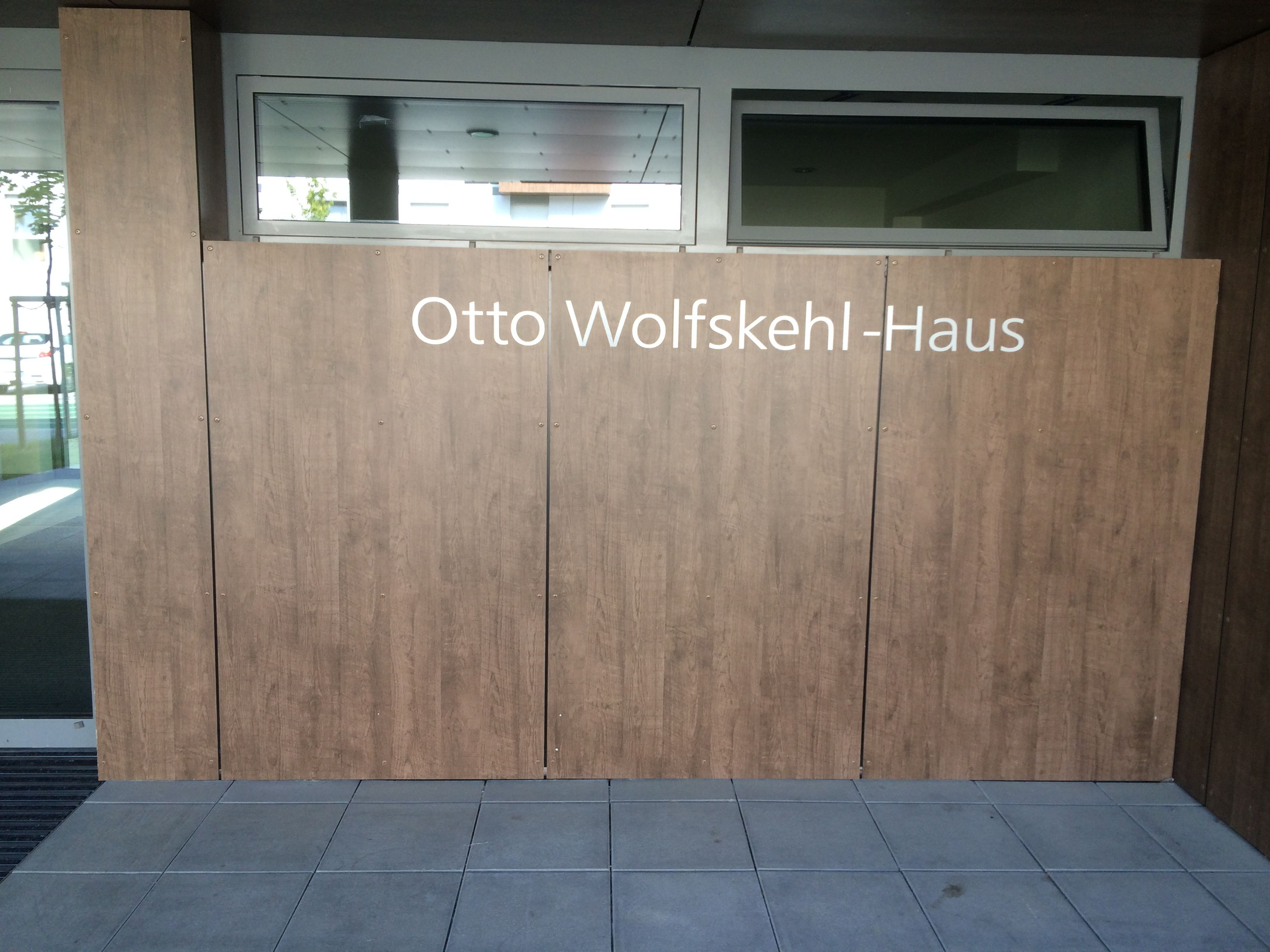
Otto-Wolfskehl-Haus, Eingangsbereich

Das Otto Wolfskehl-Haus ist neben dem Georg-Christoph-Lichtenberg-Haus das zweite Gästehaus der TU Darmstadt. Das dreistöckige Gebäude, das am Campus Hochschulstadion in unmittelbarer Nähe eines neuen Studentenwohnheims errichtet wurde, hat 38 Apartments unterschiedlicher Größe. Das Haus für internationale Gastwissenschaftler, Doktoranden, Postdocs sowie Forschungsstipendiaten der TU Darmstadt wurde 2013 eröffnet und trägt seit 16. Juni 2014 den Namen von Otto Wolfskehl, einem Förderer der TH Darmstadt in der zweiten Hälfte des 19. Jahrhunderts. Im Atriumhof des Gebäudes wurde eine Stele von Hagen Hilderhof aufgestellt.